# 크리스천 허터

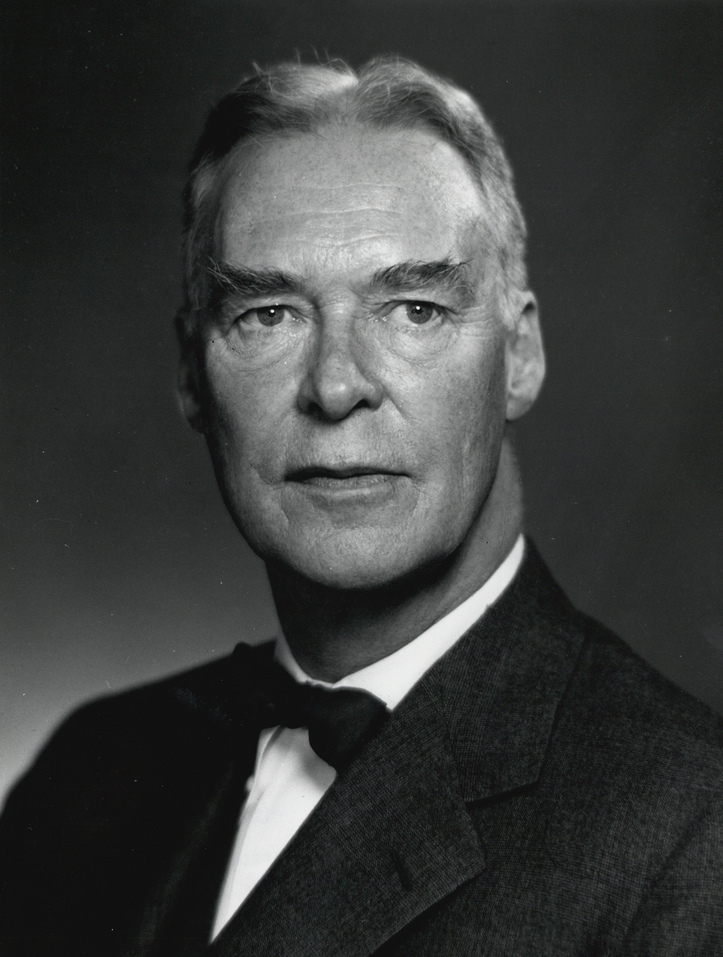

크리스천 허터(Christian Herter, 본명: 크리스천 아치볼드 허터, Christian Archibald Herter, 1895년 3월 28일 ~ 1966년 12월 30일)는 미국 외교관이자 공화당 (미국) 정치인으로, 1953년부터 1957년까지 제59대 매사추세츠 주지사, 1959년부터 1961년까지 미국의 국무장관을 역임했다. 이사회 의장을 역임했다. 그의 온건한 협상 어조는 1960~61년 냉전을 더욱 추워지게 만든 일련의 불쾌한 에피소드에서 소련 지도자 니키타 흐루쇼프의 강렬함에 직면했다.

## 역대 선거 결과
| 선거명      | 직책명                               | 대수  | 정당   | 득표율 | 득표수      | 결과 | 당락                       |
| ----------- | ------------------------------------ | ----- | ------ | ------ | ----------- | ---- | -------------------------- |
| 1930년 선거 | 하원의원 (매사추세츠 노퍽 제5선거구) | 147대 | 공화당 | 39.61% | 4,447표     | 2위  | 매사추세츠 주의원 당선     |
| 1932년 선거 | 하원의원 (매사추세츠 노퍽 제5선거구) | 148대 | 공화당 | 0%     | 표          | 위   | 매사추세츠 주의원 당선     |
| 1934년 선거 | 하원의원 (매사추세츠 노퍽 제5선거구) | 149대 | 공화당 | 0%     | 표          | 위   | 매사추세츠 주의원 당선     |
| 1936년 선거 | 하원의원 (매사추세츠 노퍽 제5선거구) | 150대 | 공화당 | 0%     | 표          | 위   | 매사추세츠 주의원 당선     |
| 1938년 선거 | 하원의원 (매사추세츠 노퍽 제5선거구) | 151대 | 공화당 | 0%     | 표          | 위   | 매사추세츠 주의원 당선     |
| 1940년 선거 | 하원의원 (매사추세츠 노퍽 제5선거구) | 152대 | 공화당 | 0%     | 표          | 위   | 매사추세츠 주의원 당선     |
| 1942년 선거 | 하원의원 (매사추세츠 제10선거구)     | 78대  | 공화당 | 51.15% | 64,247표    | 1위  | 네브래스카주 하원의원 당선 |
| 1944년 선거 | 하원의원 (매사추세츠 제10선거구)     | 79대  | 공화당 | 55.83% | 100,334표   | 1위  | 네브래스카주 하원의원 당선 |
| 1946년 선거 | 하원의원 (매사추세츠 제10선거구)     | 80대  | 공화당 | 63.97% | 96,607표    | 1위  | 네브래스카주 하원의원 당선 |
| 1948년 선거 | 하원의원 (매사추세츠 제10선거구)     | 81대  | 공화당 | 69.53% | 118,741표   | 1위  | 네브래스카주 하원의원 당선 |
| 1950년 선거 | 하원의원 (매사추세츠 제10선거구)     | 82대  | 공화당 | 57.77% | 88,549표    | 1위  | 네브래스카주 하원의원 당선 |
| 1952년 선거 | 매사추세츠 주지사                    | 59대  | 공화당 | 49.91% | 1,175,955표 | 1위  | 매사추세츠 주지사 당선     |
| 1954년 선거 | 매사추세츠 주지사                    | 59대  | 공화당 | 51.76% | 985,339표   | 1위  | 매사추세츠 주지사 당선     |